# Park Jeong-lim
Park Jeong-lim (kor. 박 정림, ur. 25 września 1970) – koreańska piłkarka ręczna. Dwukrotna medalistka olimpijska.
Z reprezentacją Korei Południowej zdobywała medale olimpijskie w 1992 i 1996 roku – w Barcelonie złoto, w Atlancie srebro. Łącznie w obu turniejach wystąpiła w 10 spotkaniach (23 bramki). W 1995 zdobyła tytuł mistrzyni świata.